# 블라디슬라프 2세 (보헤미아 공작)

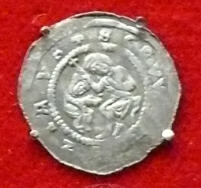
블라디슬라프 2세

블라디슬라프 2세(체코어: Vladislav II., 1110년경 ~ 1174년 1월 18일)는 보헤미아의 공작(재위: 1140년 ~ 1158년)이자 보헤미아의 국왕(블라디슬라프 1세, 재위: 1158년 ~ 1172년)이다.

## 생애
보헤미아의 공작인 블라디슬라프 1세와 그의 아내인 베르크(Berg)의 리헤자(Richeza) 사이에서 태어났다.
자신의 사촌이었던 소베슬라프 1세가 보헤미아의 공작으로 있던 동안에는 공작위 계승권이 없었기 때문에 바이에른으로 이주했다. 1140년 소베슬라프 1세가 사망하면서 보헤미아로 귀환했고 독일의 국왕인 콘라트 3세의 지원을 통해 보헤미아의 공작으로 즉위했다.
1147년에는 콘라트 3세와 함께 제2차 십자군 원정에 직접 나섰다. 십자군은 콘스탄티노폴리스까지 행진했지만 나중에 원래 자리로 복귀했다. 1154년에는 이탈리아 북부 원정에 나섰던 프리드리히 바르바로사에게 지원군을 파견했다. 1158년 1월 11일에는 신성 로마 제국의 프리드리히 1세 황제로부터 보헤미아의 국왕이라는 칭호를 받았다. 1158년에는 밀라노 원정에 직접 나섰고 1161년, 1162년, 1167년에는 이탈리아에 보헤미아 원정군을 파견했다. 블라디슬라프 2세의 아들인 베드르지흐 또한 보헤미아 원정군에 참전했다.
모라바의 공작들이 일으킨 반란 이후에는 모라바를 탈환했다. 1172년 자신의 아들인 베드르지흐에게 공작위를 물려주고 퇴위했다.